# Liste der Stolpersteine in Lahnstein
Die Liste der Stolpersteine in Lahnstein enthält alle 40 Stolpersteine, welche von Gunter Demnig in Lahnstein verlegt wurden. Sie sollen an die Opfer des Nationalsozialismus erinnern, die in Lahnstein ihren letzten bekannten Wohnsitz hatten, bevor sie deportiert, ermordet, vertrieben oder in den Suizid getrieben wurden.
Hinweis: Die Liste ist sortierbar. Durch Anklicken eines Spaltenkopfes wird die Liste nach dieser Spalte sortiert, zweimaliges Anklicken kehrt die Sortierung um. Durch das Anklicken zweier Spalten hintereinander lässt sich jede gewünschte Kombination erzielen.
Anklicken des Bildes vergrößert das Bild.

## Liste der Stolpersteine
| Name                  | Adresse                             | Bild | Inschrift | Verlegedatum  | Kollektion | Lage |
| --------------------- | ----------------------------------- | --- | --- | ------------- | ---------- | ---- |
| Johann Faust          | Emser Straße 23 · Lahnstein ·       | | Hier wohnte Johann Faust Jg. 1881 verhaftet 26.1.1942 ‘Judenhilfe’ Amtsgerichtsgefängnis Niederlahnstein tot in Haft 1942 Todesursache nie geklärt                                           | 7. Juli 2012  |            |      |
| Otto Kirchberger      | Emser Straße 23 · Lahnstein ·       | | Hier wohnte Otto Kirchberger Jg. 1867 verhaftet 27.1.1942 ‘Vergehen gegen das NS-Judengesetz’ Landgericht Wiesbaden Haftunfähigkeit bescheinigt tot 10.12.1942 im Gefängnis FFM-Preungesheim | 7. Juli 2012  |            |      |
| Helene Kaufmann       | Im Plenter 14 · Lahnstein ·         | | Hier wohnte Helene Kaufmann geb. Brückheimer Jg. 1877 deportiert 1942 Auschwitz ermordet 1944                                                                                                | 7. Juli 2012  |            |      |
| Sophie Kaufmann       | Im Plenter 14 · Lahnstein ·         | | Hier wohnte Sophie Kaufmann Jg. 1902 deportiert 1942 Sobibor ermordet 1942 | 7. Juli 2012  |            |      |
| Emil Baer             | Ostallee 11 · Lahnstein ·           | | Hier wohnte Emil Baer Jg. 1876 verhaftet 1941 Sachsenhausen ermordet 10.10.1941 | 7. Juli 2012  |            |      |
| Johanna Baer          | Ostallee 11 · Lahnstein ·           | | Hier wohnte Johanna Baer geb. Marx Jg. 1873 deportiert 1942 Treblinka ermordet 1942 | 7. Juli 2012  |            |      |
| Emmy Eichberg         | Westallee 11 · Lahnstein ·          | | Hier wohnte Emmy Eichberg geb. Diewald Jg. 1899 deportiert 1942 ermordet 1943 Auschwitz | 7. Juli 2012  |            |      |
| Josef Eichberg        | Westallee 11 · Lahnstein ·          | | Hier wohnte Josef Eichberg Jg. 1899 deportiert 1942 ermordet 1943 Auschwitz | 7. Juli 2012  |            |      |
| Gustav Kaufmann       | Adolfstraße 89 · Lahnstein ·        | | Hier wohnte Gustav Kaufmann Jg. 1875 deportiert 1942 Auschwitz ermordet 1944 | 12. März 2013 |            |      |
| Else Blumenthal       | Brückenstraße 38 · Lahnstein ·      | | Hier wohnte Else Blumenthal Jg. 1886 deportiert 1942 Sobibor ermordet 1942 | 12. März 2013 |            |      |
| Klara Ahronsohn       | Brückenstraße 38 · Lahnstein ·      | | Hier wohnte Klara Ahronsohn geb. Blumenthal Jg. 1888 deportiert 1942 Sobibor ermordet 1942                                                                                                   | 12. März 2013 |            |      |
| Klara Laeger          | Brückenstraße 38 · Lahnstein ·      | | Hier wohnte Klara Laeger geb. Löwenstein Jg. 1885 Patientin in mehreren Krankenhäusern tot 25.11.1941 Todesursache nie geklärt                                                               | 12. März 2013 |            |      |
| Anni Dorothea Richter | Salhofplatz · Lahnstein ·           | | Hier wohnte Anni Dorothea Richter Jg. 1919 deportiert 1943 Auschwitz ermordet 1943 | 12. März 2013 |            |      |
| Gertrude Scheh        | Salhofplatz · Lahnstein ·           | | Hier wohnte Gertrude Scheh Jg. 1890 eingewiesen 1938 Heilanstalt Eichberg ‘verlegt’ 3.4.1941 Hadamar ermordet 3.4.1942 Aktion T4                                                             | 12. März 2013 |            |      |
| Barbetha Baer         | Mittelstraße 12 · Lahnstein ·       | | Hier wohnte Barbetha Baer Jg. 1890 deportiert 1941 Lodz ermordet 1941 | 12. März 2013 |            |      |
| Max Baer              | Mittelstraße 12 · Lahnstein ·       | | Hier wohnte Max Baer Jg. 1885 deportiert 1942 Izbica ermordet 1942 Lublin | 12. März 2013 |            |      |
| Minna Baer            | Mittelstraße 12 · Lahnstein ·       | | Hier wohnte Minna Baer Jg. 1877 deportiert 1942 Izbica ermordet 1942 Lublin | 12. März 2013 |            |      |
| Hans Levi             | Johannesstraße 5 · Lahnstein ·      | | Hier wohnte Hans Levi Jg. 1901 Flucht 1935 Holland Interniert Westerbork deportiert 1942 Auschwitz 1945 Buchenwald tot 1.3.1945                                                              | 12. März 2013 |            |      |
| Max Wunsch            | Johannesstraße 5 · Lahnstein ·      | | Hier wohnte Max Wunsch Jg. 1900 deportiert 1943 Auschwitz ermordet 1943 | 12. März 2013 |            |      |
| Paul Levi             | Johannesstraße 5 · Lahnstein ·      | | Hier wohnte Paul Levi Jg. 1910 Zwangsarbeit 1941 Grube Friedrichssegen deportiert 1942 ermordet in Auschwitz                                                                                 | 12. März 2013 |            |      |
| Emil Mainzer          | Johannesstraße 3 · Lahnstein ·      | | Hier wohnte Emil Mainzer Jg. 1882 deportiert 1941 Minsk ermordet 1941 | 31. Aug. 2013 |            |      |
| Julie Mainzer         | Johannesstraße 3 · Lahnstein ·      | | Hier wohnte Julie Mainzer geb. Loeb Jg. 1893 deportiert 1941 Minsk ermordet 1941 | 31. Aug. 2013 |            |      |
| Anna Heimbach         | Becherhöll 23 · Lahnstein ·         | | Hier wohnte Anna Heimbach Jg. 1881 eingewiesen 1928 Heilanstalt Kiedrich ‘verlegt’ 14.3.1941 Hadamar ermordet 14.3.1941 Aktion T4                                                            | 22. Aug. 2014 |            |      |
| Peter Schröder        | Hintermauergasse 6 · Lahnstein ·    | | Hier wohnte Peter Schröder Jg. 1909 eingewiesen Heilanstalt Weilmünster ‘verlegt’ 24.2.1941 Hadamar ermordet 24.2.1941 Aktion T4                                                             | 22. Aug. 2014 |            |      |
| Karl Hölzel           | Hungergasse 6 · Lahnstein ·         | | Hier wohnte Karl Hölzel Jg. 1913 eingewiesen 1936 Heilanstalt Scheuern ‘verlegt’ 28.1.1941 Hadamar ermordet 28.1.1941 Aktion T4                                                              | 22. Aug. 2014 |            |      |
| Anna Katharina Ravior | Im Flürchen 11 · Lahnstein ·        | | Hier wohnte Anna Katharina Ravior Jg. 1892 Seit 1928 verschiedene Heilanstalten ‘verlegt’ 23.3.1945 Hadamar Tod 4.6.1945                                                                     | 22. Aug. 2014 |            |      |
| Anna Maria Enkirch    | Langwiesergasse 7 · Lahnstein ·     | Bild gesucht Die Wikipedia wünscht sich an dieser Stelle ein Bild vom hier behandelten Ort. Motiv: Stolperstein Langwiesergasse 7, Lahnstein Falls du dabei helfen möchtest, erklärt die Anleitung , wie das geht. BW | Hier wohnte Anna Maria Enkirch Jg. 1885 eingewiesen 1938 Heilanstalt Eichberg ‘verlegt’ 3.4.1941 Hadamar ermordet 3.4.1941 Aktion T4                                                         | 22. Aug. 2014 |            |      |
| Johanna May           | Salhofplatz · Lahnstein ·           | | Hier wohnte Johanna May Jg. 1928 eingewiesen 1940 Heilanstalt Kühr ‘verlegt’ 1943 Heilanstalt Schkeuditz ermordet 14.6.1943                                                                  | 22. Aug. 2014 |            |      |
| Agnes Dehe            | Salhofplatz · Lahnstein ·           | | Hier wohnte Agnes Dehe Jg. 1898 eingewiesen 1942 Heilanstalt Eichberg ‘verlegt’ 19.4.1943 Heilanstalt Hadamar ermordet 4.5.1943                                                              | 22. Aug. 2014 |            |      |
| Jakob Devers          | Adolfstraße 48 · Lahnstein ·        | | Hier wohnte Jakob Devers Jg. 1904 eingewiesen 1931 Heilanstalt Scheuern ‘verlegt’ 1.7.1941 Hadamar ermordet 1.7.1941 Aktion T4                                                               | 15. Apr. 2015 |            |      |
| Emma Martha Nieß      | Hochstraße 56 · Lahnstein ·         | | Hier wohnte Emma Martha Nies Jg. 1919 eingewiesen 1934 Heilanstalt Aulhausen 1937 Heilanstalt Scheuern ‘verlegt’ 16.5.1941 Hadamar ermordet 16.5.1942 Aktion T4                              | 15. Apr. 2015 |            |      |
| Erich Waldbach        | Schlossstraße 1 · Lahnstein ·       | | Hier wohnte Erich Waldbach Jg. 1917 eingewiesen 1944 Heilanstalt Scheuern ‘verlegt’ 2.8.1944 Hadamar ermordet 3.11.1944                                                                      | 15. Apr. 2015 |            |      |
| Johann Winter         | Schlossstraße 1 · Lahnstein ·       | | Hier wohnte Johann Winter Jg. 1908 verhaftet 1941 Flossenbürg 1942 Ravensbrück ermordet 28.10.1942                                                                                           | 15. Apr. 2015 |            |      |
| Dr. Ernst Emil Gassen | Salhofplatz · Lahnstein ·           | | Hier wohnte Dr. Ernst Emil Gassen Jg. 1896 eingewiesen 1939 Heilanstalt Weilmünster ‘verlegt’ 27.2.1941 Hadamar ermordet 27.2.1941 Aktion T4                                                 | 15. Apr. 2015 |            |      |
| Adam Staudt           | Sebastianusstraße 1 · Lahnstein ·   | | Hier wohnte Adam Staudt Jg. 1871 eingewiesen 3.2.1945 Heilanstalt Eichberg ermordet 21.4.1945                                                                                                | 15. Apr. 2015 |            |      |
| Josef Peter Weber     | Wilhelmstraße 67 · Lahnstein ·      | | Hier wohnte Josef Peter Weber Jg. 1903 eingewiesen 1940 Heilanstalt Eichberg ‘verlegt’ 17.5.1944 Hadamar ermordet 30.5.1944                                                                  | 15. Apr. 2015 |            |      |
| Barbara Briel         | Bahnhof Oberlahnstein · Lahnstein · | | Hier wohnte Barbara Briel geb. Lenz Jg. 1873 Seit 1914 verschiedene Heilanstalten ‘verlegt’ 21.2.1941 Hadamar ermordet 21.2.1941 Aktion T4                                                   | 20. Okt. 2015 |            |      |
| Anton Kessler         | Mittelstraße 72 · Lahnstein ·       | | Hier wohnte Anton Kessler Jg. 1901 eingewiesen 1937 Heilanstalt Eichberg ‘verlegt’ 29.1.1941 Hadamar ermordet 29.1941 Aktion T4                                                              | 20. Okt. 2015 |            |      |
| Johann Müller         | Mittelstraße 85 · Lahnstein ·       | | Hier wohnte Johann Müller Jg. 1890 eingewiesen 1929 Heilanstalt Eichberg ‘verlegt’ 19.2.1941 Hadamar ermordet 19.2.1941 Aktion T4                                                            | 20. Okt. 2015 |            |      |
| Josef Müller          | Mittelstraße 85 · Lahnstein ·       | | Hier wohnte Josef Müller Jg. 1907 eingewiesen 24.5.1937 Heilanstalt Eichberg ‘verlegt’ 20.5.1941 Hadamar ermordet 20.5.1941 Aktion T4                                                        | 20. Okt. 2015 |            |      |